# 2009 في كينيا
فيما يلي قوائم الأحداث التي وقعت خلال عام 2009 في كينيا.

## سياسة

### تعيين في المنصب
- 23 يناير – أوهورو كينياتا وزير مالية كينيا [الإنجليزية]‏.

## رياضة
- 1 يناير – دوري كينيا الممتاز 2009 الفائز نادي سوفاباكا.

## وفيات

### يناير
- 1 يناير – شيخ أحمد سالم سويدان (مواليد 1960)[1]
- 1 يناير – فهد محمد علي مسالم (مواليد 1976)[1]

### أبريل
- 3 أبريل – جاين والكر (مواليد 1925)

### سبتمبر
- 14 سبتمبر – صالح علي صالح نبهان (مواليد 1979) زعيم سابق تنظيم القاعدة في الصومال.[2]